# سابات‌دی لیک شیکر ویلیج
سابات‌دی لیک شیکر ویلیج (به انگلیسی: Sabbathday Lake Shaker Village) یک روستا در ایالات متحده آمریکا است که در مین واقع شده‌است.